# Gerhoch von Reichersberg
Gerhoch von Reichersberg, auch Gerhoh von Reichersberg, (* 1092/1093 in Polling; † 27. Juni 1169 in Reichersberg) war ein bayerischer Kirchenreformer, Theologe und Regularkanoniker.

## Leben
Der Stand von Gerhochs Familie ist unklar, doch erhielten er und fünf namentlich bekannte Brüder eine ausreichende Ausbildung, um in den geistlichen Dienst einzutreten. Gerhoch studierte  an der Domschule Hildesheim und konnte mit dieser Ausbildung gegen 1117 Domscholaster in Augsburg werden. Nach einem offenbar nicht sündenfreien Leben in Augsburg floh er 1120 in das Chorherrenstift Rottenbuch. Ab da war er ein entschiedener Verfechter der Lebensform der Regularkanoniker.
1126 bis 1132 weilte er unter dem Schutz Bischof Konrads I. von Regensburg in dessen Domstadt und in Cham. Allerdings zog er mit seiner kompromisslosen Position in Fragen der Kirchenreform und der priesterlichen Lebensform die Abneigung des Regensburger Klerus auf sich.
Auf Vermittlung Konrads wurde er 1132 von Erzbischof Konrad I. von Salzburg als Propst des Stiftes Reichersberg am Inn eingesetzt. Von hier aus setzte er seinen publizistischen Kampf um die Kirchenreform mit einer Vielzahl von Schriften fort. Da er eine strikt päpstliche Position vertrat, musste er es kurz vor seinem Tod ertragen, dass Kaiser Friedrich Barbarossa 1167 über sein Stift die Reichsacht verhängte und es in der Folge niedergebrannt wurde.
In seinen Werken bekämpfte er die moderne französische Theologie der Scholastik und zeichnete ein immer pessimistischer werdendes Bild der Kirche und der Erfolge des Antichrists. Zu seinen Quellen gehören Rupert von Deutz und Hildegard von Bingen.